# 滕吉文
滕吉文（1934年3月14日—），中国地球物理学家。

## 生平
出生于黑龙江哈尔滨。籍贯河北黄骅。1956年毕业于东北地质学院（现吉林大学）地球物理系。1962年获苏联科学院大地物理研究所物理—数学副博士学位。1999年当选为中国科学院院士。中国科学院地质与地球物理研究所研究员，研究生院教授。